# Romet Ogar
Ogar – dwuosobowy motorower produkowany w Polsce w latach 80. XX wieku przez firmę Romet w trzech odmianach: Ogar 200, 201 i Ogar 205, z czego  201 nie wszedł do produkcji seryjnej.

## Ogar 200
Ogar 200 jest dwuosobowym pojazdem wyposażonym w dwusuwowy silnik pojemności 49,9 cm³ Jawa typ 223 produkcji czechosłowackiej, który był dostarczany zgodnie z kontraktem w ilości 40 tys. sztuk rocznie i taka też była średnia, roczna produkcja Ogara 200.
Produkcję tego motoroweru Zakłady Rowerowe Romet prowadziły w latach 1983–1990. W tym okresie w Czechosłowacji, zakończono produkcję dwuosobowych motorowerów z tym silnikiem, wobec wzrostu zainteresowania motocyklami. Konstrukcja została oparta na modelu Romet 50 T-3 wyposażonego w silnik produkcji Zakładów Metalowych Dezamet typu 019, którego produkcję wstrzymano.
Wobec dużego popytu w Polsce na motorowery dwuosobowe i braku odpowiedniego polskiego silnika, do produkcji motorowerów dwuosobowych zastosowano silnik Jawa 50/223, z poziomym cylindrem. Dostosowano konstrukcję ramy i innych elementów do tego silnika. Silnik został zmodyfikowany (potocznie: „zdławiony”) aby zmniejszyć jego moc maks. z 3,5 KM do 2 KM, a maks. moment obrotowy z 4 Nm do ok. 3,5. Ulepszonym modelem był Ogar 201, który nie wszedł do produkcji seryjnej, w którym zastosowano tylne amortyzatory z tłumieniem olejowym.

### Ogar 200 – dane techniczne
- Silnik – dwusuwowy, jednocylindrowy, chłodzony powietrzem
- Typ silnika – Jawa 50/223
- Pojemność – 49,9 cm³
- Moc nominalna – 2 KM / 1,4 kW przy 4500 obr./min
- Stopień sprężania – 1:9,5
- Gaźnik – JIKOV 2917 PSb
- Skrzynia biegów – trójstopniowa, w kąpieli olejowej
- Sprzęgło – tarczowe, w kąpieli olejowej
- Instalacja elektryczna – 6 V – 20 W, Cewka zapłonowa 8 V, Kondensator 0,27 μF,
- Świeca zapłonowa – F80 Iskra, FAl 14-8, N8 odległość między elektrodami 0,4 mm/0,5 mm
- Masa w stanie suchym – 60 kg
- Zużycie paliwa – 3 l/100 km (przy prędkości maksymalnej)
- Pojemność zbiornika – 9 l
- Rezerwa – 2 l
- Prędkość maksymalna – 55 km/h
- Paliwo – Etylina LO 94 z olejem Mixol S lub Lux dw w stosunku 1:30
- Przeniesienie napędu 
  - pierwotne łańcuchem 3/8''×3,8'' – 44 ogniwa
  - wtórne łańcuchem 12,7×7,75×4,88 – 118 ogniw

## Ogar 205
Jest to druga wersja motoroweru dwuosobowego powstałego w oparciu o konstrukcję 50 T3, dostosowaną do dwubiegowego zespołu napędowego Dezamet. Ogar 205 ma zmienioną konstrukcyjnie ramę, dostosowaną do silnika Dezamet, obszerną skrzynkę narzędziową z miejscem na zapasowe akcesoria typu świeca zapłonowa, żarówki itp. W tym modelu wprowadzono zmodernizowaną przednią i tylną lampę z zewnętrznymi przyłączami. Produkcję rozpoczęto w pierwszych dniach maja 1986 roku, a zakończono w 1993 roku.

### Ogar 205 – dane techniczne
- Silnik – dwusuwowy, jednocylindrowy, chłodzony powietrzem
- Typ silnika – 023 DEZAMET
- Pojemność – 49,8 cm³
- Średnica cylindra/Skok tłoka – 38/44 mm
- Moc – 1,25 kW/1,7 KM przy 4800 obr./min
- Moment obrotowy – 2,85 Nm przy 2800 obr./min
- Stopień sprężania – 8:1
- Gaźnik – GM12F1
- Sprzęgło – cierne, dwutarczowe mokre
- Skrzynia biegów – dwubiegowa, z nożną zmianą biegów
- Instalacja elektryczna – iskrownik-prądnica, 6 V – 20 W
- Ogumienie – 17 × 2 1/4"
- Świeca zapłonowa – F80 Iskra
- Masa w stanie suchym – 58 kg
- Zużycie paliwa – 2,4 l/100 km
- Pojemność zbiornika – 9 l
- Prędkość maksymalna – 45 km/h